# Onespa
Onespa là một chi bướm ngày thuộc họ Bướm nâu.